# Jacobi (Patriziergeschlecht)

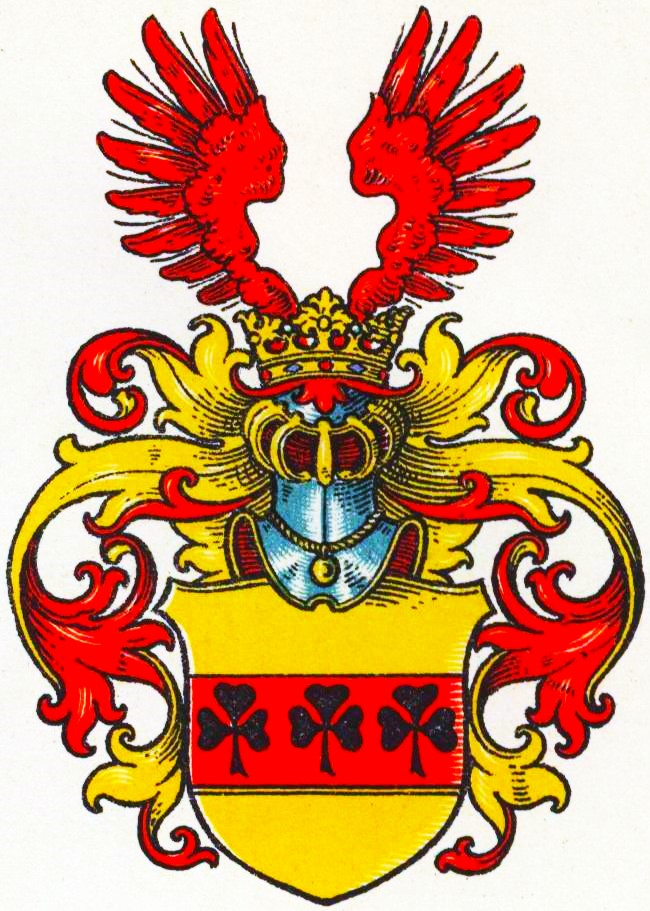
Wappen der Jacobi im Wappenbuch des Westfälischen Adels

Jacobi (auch Jakobi) ist der Name eines erloschenen westfälischen Patriziergeschlechts.

## Geschichte
Das Geschlecht stammt aus Soest. Laut Max von Spießen war die Familie adelig und führte das Adelsprädikat „von“. Friedrich von Klocke dagegen nennt sie eine „Honorationenfamilie“, die um 1600 aus dem Kleinbürgertum aufgestiegen sei. Die Familie war ständig in der Stalgadum-Gesellschaft des Soester Patriziats vertreten und seit dem letzten Viertel des 17. Jahrhunderts bis zum Aussterben im 18. Jahrhundert sehr angesehen. Peter Jacobi († 1634), Sohn des Soester Schneiders und Ratsherren Abraham Jacobi, studierte und wurde 1602 Soester Stadtsekretär. Peters Sohn, Gerhard Jacobi († 1680), war promovierter Jurist und Rechtskonsulent in Soest. Er war in erster Ehe mit Katharina Meyburg und in zweiter Ehe mit Dorothea Katharina Klotz verheiratet. 1672 wurde er auf den Bürgermeisterstuhl gewählt. Er verstarb kinderlos. Sein Bruder Dietrich Jacobi (1624–1707) war ebenfalls promovierter Jurist und ab 1684 Stadtsyndikus in Soest. Dietrich Jacobi war mit der Rhedaer Richterstocher Hueck verheiratet. Unmittelbar nach dem Tod seines Bruders erlangte er das Soester Bürgermeisteramt und wurde vielfach wiedergewählt. Von seinen Söhnen wurde der Älteste, der unverheiratete Gerhard Friedrich Jacobi (1668–1741), ebenfalls mehrfach Soester Bürgermeister. Dietrichs zweiter Sohn, Johann Heinrich Jacobi (1670–1727), erlangte das Soester Stadtsyndikat und die preußische Hofratswürde. Ein weiterer Sohn Dietrichs, der unverheiratete Andreas Dietrich Jacobi (1681–1743), war ebenfalls Hofrat und preußischer Hoffiskal. Eine der Schwestern der genannten Brüder, Sophie Elisabeth Jacobi, war mit dem Soester Bürgermeister Johann Arnold Schwachenberg verheiratet.
Mit dem Tod von Hofrat Johann Heinrich Jacobi Mitte des 18. Jahrhunderts erlosch die Familie im Mannesstamm. Seine einzige Tochter Anna Christina Conradina Jacobi, die ab 1785 mit Gottfried Adolf Wilhelm von Hausen (* 1741) aus dem Adelsgeschlecht Hausen, Offizier im Infanterieregiment No. 9 in Hamm und Soest, Landrat im Kreis Wetter, verheiratet war, war die Letzte des Geschlechts. Sie lebte noch 1798.

## Persönlichkeiten
- Gerhard Jacobi (Bürgermeister) († 1680), 1672–1674, 1676–1678, 1680 Bürgermeister Soest
- Dietrich Jacobi (1624–1707), 1681–1683, 1684–1686, 1687–1689, 1697–1699, 1701–1703 Bürgermeister Soest
- Gerhard Friedrich Jacobi (1668–1741), 1722–1724, 1728–1730, 1740–1741 Bürgermeister Soest

## Wappen
Blasonierung: In Gold ein roter mit drei schwarzen Kleeblättern belegter Balken. Auf dem gekrönten Helm mit rot-goldenen Helmdecken ein offener roter Flug.